# چشر (اوهایو)
چشر (به انگلیسی: Cheshire) یک روستا در ایالات متحده آمریکا است که در شهرستان گالیا، اوهایو واقع شده‌است. چشر ۲٫۰۲ کیلومتر مربع مساحت و ۱۳۲ نفر جمعیت دارد و ۱۷۳ متر بالاتر از سطح دریا واقع شده‌است.